# The Ballad of Genesis and Lady Jaye
Pour plus de détails, voir Fiche technique et Distribution.
The Ballad of Genesis and Lady Jaye est un documentaire français réalisé par Marie Losier et sorti en 2011.

## Fiche technique
- Titre : The Ballad of Genesis and Lady Jaye
- Réalisation : Marie Losier
- Scénario : Marie Losier
- Photographie : Marie Losier
- Son : Marie Losier
- Montage : Marie Losier et Marc Vives
- Musique : Bryin Dall
- Production : Steve Holmgren - Marie Losier - Charlotte Mangin - Martin Marquet
- Distribution : Épicentre Films
- Pays d'origine :  France
- Genre : documentaire
- Durée : 62 minutes
- Date de sortie : France - 26 octobre 2011

## Distribution
- Genesis Breyer P-Orridge
- Lady Jaye Breyer P-Orridge
- Big Boy (Breyer P-Orridge)

## Distinctions

### Récompenses
- Grand prix au Festival IndieLisboa 2011[1]
- Mention spéciale - Jury des bibliothèques et mention spéciale - Prix Louis-Marcorelles au Cinéma du réel 2011[2]

### Sélections
- Berlinale 2011
- Festival Paris Cinéma 2011
- Festival Échos d'ici, échos d'ailleurs, sur les pas de Christophe de Ponfilly (Labastide-Rouairoux) 2019